# Erigorgus nubilipennis
Erigorgus nubilipennis är en stekelart som beskrevs av Dasch 1984. Erigorgus nubilipennis ingår i släktet Erigorgus och familjen brokparasitsteklar. Inga underarter finns listade i Catalogue of Life.